# Xubuntu
Xubuntu er en officiel version af operativsystemet Ubuntu, som benytter Xfce som standard skrivebordsmiljø i stedet for GNOME. Det anvendte skrivebordsmiljø kræver færre systemressourcer, hvorfor Xubuntu  er et godt alternativ til Ubuntu for folk med ældre computere.
Det er en del af Ubuntu-projektet og bruger det samme underliggende system. Xubuntu og Ubuntu kan virke ved siden af hinanden ved at installere xubuntu-desktop og ubuntu-desktop pakkerne. Xubuntu og Ubuntu deler de samme pakkekilder.
- Wikimedia Commons har flere filer relateret til Xubuntu

| Tux | Spire Denne Linuxartikel er en spire som bør udbygges. Du er velkommen til at hjælpe Wikipedia ved at udvide den. |